# Axel Adlercreutz

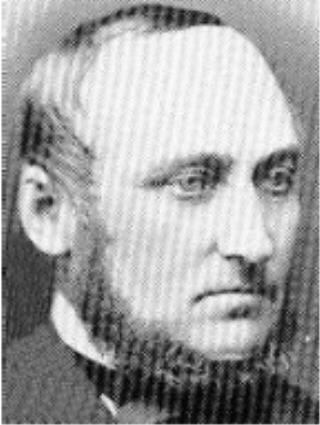
Axel Adlercreutz (um 1880)

Axel Gustaf Adlercreutz (* 2. März 1821 in Skara, Västergötland, Schweden; † 20. Mai 1880 in Stockholm) war ein schwedischer Staatsmann, der als Justitiestatsminister zwischen 1870 und 1874 sowohl Ministerpräsident als auch Justizminister Schwedens war.

## Leben
Der Neffe des Generals Carl Johan Adlercreutz begann nach dem Schulbesuch 1838 ein Studium der Rechtswissenschaft an der Universität Uppsala und erwarb 1845 den Magistergrad der Rechtswissenschaft. Im Anschluss trat er in das Schwedische Appellationsgericht (Svea Hovrätt) ein und wurde dort 1853 zum Assessor ernannt. Nach einer 1857 begonnenen Tätigkeit als Auditor war er von 1860 bis 1868 Richter und Präsident des Appellationsgerichts in Jönköping (Göta Hovrätt). Ab 1847 war er Mitglied des Ritterstandes im Schwedischen Ständereichstag.
Trotz seiner Kritik an Justitiestatsminister Louis De Geer wurde er von diesem 1868 zum Zivilminister in dessen Kabinett berufen, folgte ihm am 3. Juni 1870 im Amt des Justitiestatsminister und war somit nicht nur Justizminister, sondern auch Leiter des Kabinetts.
In der Folgezeit setzte er sich für die Ausarbeitung eines neuen Gesetzes zu den Sparkassen sowie Verbesserungen im Gefängniswesen ein. In der Heeresfrage gelang ihm jedoch keine Lösung, konnte aber zunächst weiter regieren, obwohl er 1871 im Reichstag die Vertrauensfrage stellte. Nach einer Abstimmungsniederlage in der Ersten Kammer trat er schließlich am 8. April 1874 zurück und wurde am 4. Mai 1874 von Edvard Carleson als Justitiestatsminister abgelöst.
1877 erfolgte seine Ernennung zum Landshövding von Malmöhus län. Er vertrat die Stadt Malmö zwischen 1877 und seinem Tod 1880 auch in der Zweiten Kammer des Reichstags. Dabei war er zeitweise Vorsitzender der Lantmannapartiet, wobei er in dieser Zeit sowohl Opposition gegen die Regierung De Geer bezog als auch diese in Einzelfragen wie der der Heeresfrage unterstützte.
Neben seiner politischen Tätigkeit war er Mitbegründeter und Vorstandsmitglied der Evangelischen Vaterlandsstiftung (Evangeliska Fosterlandsstiftelsen), von 1857 bis 1867 deren Vorsitzender. Er wurde 1861 in den Nordstern-Orden aufgenommen und erhielt 1870 das Großkreuz als Kommandeur.
Er heiratete 1853 Gräfin Hedvig  Lewenhaupt (1832–1905), mit der er zehn Kinder hatte, darunter die Söhne Carl und Magnus Adlercreutz.